# Hövelhof
Hövelhof is een plaats en gemeente in de Duitse deelstaat Noordrijn-Westfalen, gelegen in de Kreis Paderborn. De gemeente telt 16.222 inwoners (31 december 2020) op een oppervlakte van 70,74 km².

## Plaatsen in de gemeente

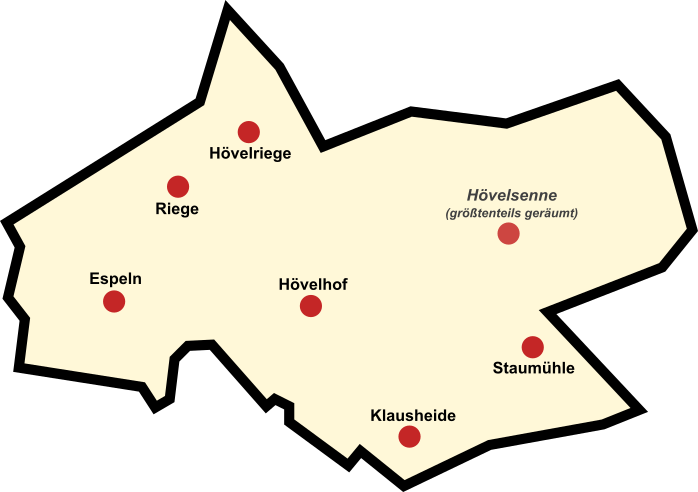
Dorpen in de gemeente Hövelhof

- Klausheide
- Hövelhof
- Staumühle (ten O van de A33 tegen het militaire oefenterrein aan)
- Espeln
- Riege
- Hövelriege
- Hövelsenne (voor het grootste deel gesloopt, daar dit dorp binnen het militaire terrein ligt).

Volgens haar website had de gemeente Hövelhof in totaal 16.405 inwoners per 31 december 2020. Per Ortsteil uitgesplitste cijfers zijn niet beschikbaar.

## Ligging, infrastructuur
De gemeente maakt deel uit van de Senne, een oud heideachtig gebied. Aan de noordkant van Hövelhof bevindt zich nog enig bos, dat hier een restant van is.

### Buurgemeentes
- Verl (Ortsteil Kaunitz)
- Schloß Holte-Stukenbrock
- Schlangen (Ortsteil Oesterholz-Haustenbeck)
- Bad Lippspringe
- Paderborn (stadsdelen Sennelager en Schloß Neuhaus)
- Delbrück (kernen Steinhorst, Westerloh, Lippling  en Ostenland).

### Wegverkeer
De gemeente ligt ongeveer 10 km ten noorden van Paderborn. Ze ligt voor het grootste deel  aan de westkant van de A33 en van de grote Truppenübungsplatz Senne ten oosten van deze Autobahn. Een gedeelte van het gemeentegebied ligt binnen dit oefenterrein, en is onderhevig aan beperkingen in de toegankelijkheid. Soms zijn delen van het terrein normaal toegankelijk; soms zijn alleen enige doorgaande wegen op het terrein opengesteld voor het verkeer, en soms is, met name tijdens schietoefeningen, het militaire terrein volledig afgesloten. Onderaan dit artikel is een link naar een website met concrete informatie over de sluitingstijden e.d. aanwezig.
De Autobahn A33 heeft twee afritten dicht bij de oostgrens van het gemeentegebied: nummer 23 Stukenbrock-Senne en 24 Paderborn-Sennelager.

### Openbaar vervoer

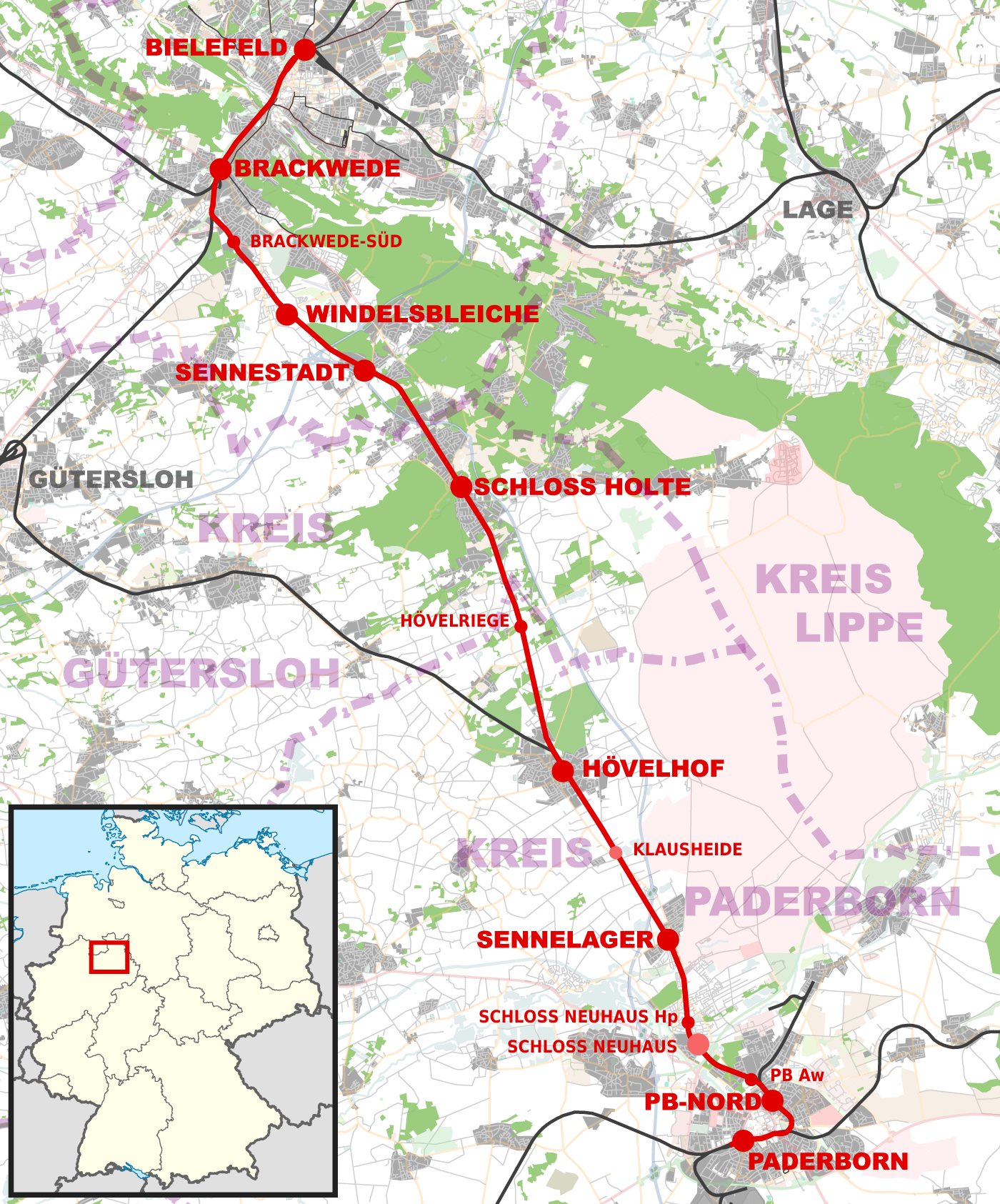
Spoorlijn Paderborn - Brackwede
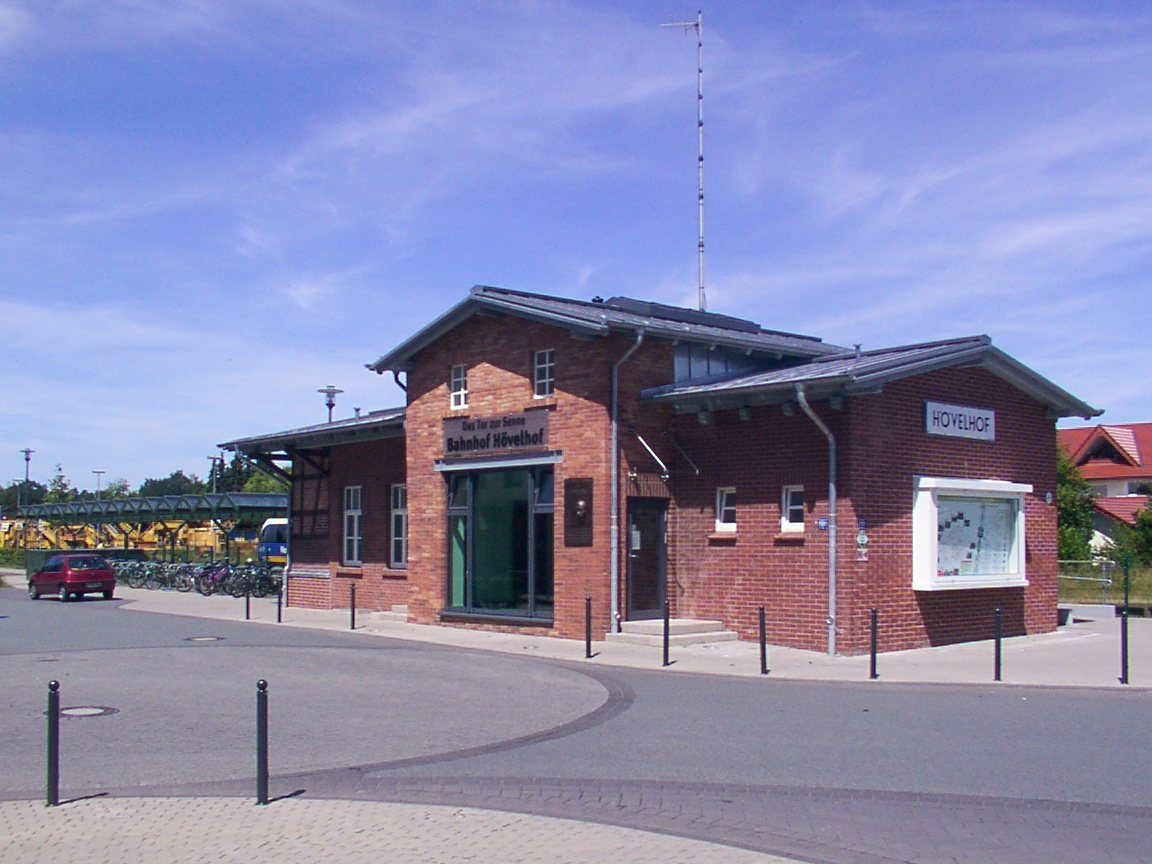
Station, 2006
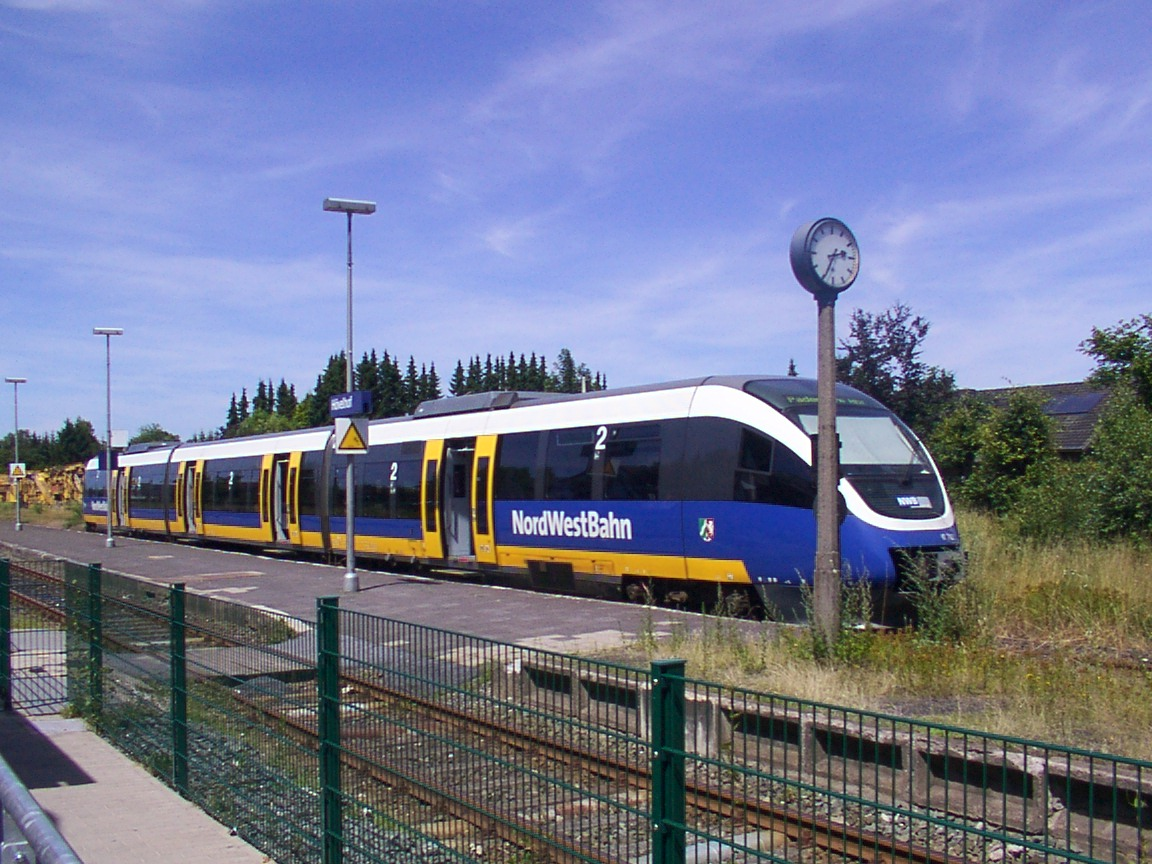
Talent van de NWB in station Hövelhof, 2006

Aan de spoorlijn Paderborn - Bielefeld hebben Hövelriege en Hövelhof beide een stoptreinstation. Er rijden streekbussen naar Paderborn, Gütersloh en Stukenbrock. De Hövelhofer Ortsbus (HOB), een lokale busdienst, verbindt sinds 1997 alle Ortsteile  met elkaar. Deze lokale lijn heeft de vroegere schoolbussen vervangen, en rijdt op de werkdagen vaker dan een schoolbus. De HOB geldt in geheel Noord-Duitsland als een voorbeeld van kleinschalig, goed openbaar vervoer op het platteland.

## Economie
De gemeente profiteert economisch van de aanwezigheid van het militaire oefenterrein. Er is verder veel midden- en kleinbedrijf, met name op het grote bedrijventerrein aan de noordkant van Hövelhof. Het meest in het oog vallende van deze bedrijven is de kort na de Tweede Wereldoorlog in Hövelhof opgerichte meubelfabriek Geha.
Aan de oostkant van de gemeente bevindt zich, op de grens van het militaire oefenterrein, een jeugdgevangenis (Justizvollzugsanstalt Hövelhof). Deze biedt de jonge delinquenten o.a. de mogelijkheid, een opleiding tot metselaar, timmerman, kok of monteur te volgen.

## Geschiedenis
In 1446 wordt het (wellicht toen reeds eeuwen bestaande) jachtslot, eigenlijk een grote herenboerderij, de Hövelhof, voor het eerst in een document vermeld. De Hövelhof was in bezit van een ministeriaal van de prins-bisschop van Paderborn. Dit jachtslot werd in 1903 door brand verwoest. Enige bijgebouwen zijn bewaard gebleven en zijn eigendom van de sedert 1715 bestaande, Johannes-Nepomuk-parochie der Rooms-Katholieke Kerk. De door beken in de omgeving gevoede slotgrachten dienden tot in het begin van de 19e eeuw de bevolking als watervoorziening. Maar deze grachten slibden dicht en werden tot een smal, maar ongezond moeras. Na een malariaepidemie (800 doden) werd in 1827 een kanaaltje gegraven, dat relatief schoon water uit de beken naar het centrum van Hövelhof deed stromen. Dit kanaaltje, dat de naam Schwarzwasserbach draagt, is een kunstmatige bifurcatie tussen de stroomgebieden van Eems en Rijn/Lippe. In 1851 werd het dorp geteisterd door een combinatie van een hongersnood na misoogsten en een tyfus epidemie; deze catastrofe kostte veel mensen het leven.
Voor meer informatie zie deze folder van de gemeente Hövelhof  (PDF-document, 9 blz.).

### Kamp Staumühle
Tijdens het voor Duitsland gunstig verlopende eerste jaar van de Eerste Wereldoorlog ontstond bij de Duitse legerleiding de behoefte aan krijgsgevangenenkampen. Daartoe werd binnen het militaire oefenterrein Sennelager in januari 1915 het  „Lager Staumühle“  ingericht. De -vaak slecht behandelde- krijgsgevangenen (uit België, Engeland, Frankrijk en Rusland) moesten het kamp voor een deel zelf bouwen, en moesten de bouwmaterialen zelf naar de bouwlocatie sjouwen. Er ontstond een barakkenkamp, waar ook Duitse soldaten en onderofficieren gelegerd werden. Het kamp werd pas een jaar na het einde van de oorlog, in 1919, geheel ontruimd.
In 1925 kwam Richard Schirrmann, een oprichter en coördinator van jeugdherbergen, op het idee, het kamp tot een Kinderdorf, een vakantiekolonie voor bleekneusjes uit het Ruhrgebied  in te richten. Het  „Kinderdorf Staumühle“, dat in totaal circa 6.500 kinderen een tijdelijk verblijf heeft geboden, bestond van 1925 tot 1931. Daarna diende het tot aan de machtsovername door de nazi's in 1933 als vrijwillig werkkamp voor werkloze jongemannen.
In 1933 werd het Lager Staumühle weer een kazerne voor de Wehrmacht met o.a. een opleidings- en sportinstituut voor aankomende officieren. Daartoe werden de stenen gebouwen opgericht, die er nog steeds staan. Tijdens de Tweede Wereldoorlog was Kamp Staumühle weer een krijgsgevangenenkamp. Hierheen werden duizenden gevangenen uit de Sovjet-Unie in goederentreinen aangevoerd, waar hen in vele gevallen onmenselijke behandeling,  marteling en daarna de dood wachtte. In mei 1945 nam het Britse Rijnleger het kamp over. Drie jaar lang was het een groot interneringskamp voor Duitsers, ook vrouwen, die ervan werden verdacht, oorlogsmisdaden te hebben gepleegd, dan wel  in de NSDAP, de partij van Adolf Hitler, of als ambtenaar een rol van betekenis te hebben gespeeld binnen de terreur door het nazi-regime. In het kamp waren maximaal 12.000 personen tegelijk geïnterneerd.
De Britse bezettingsautoriteiten hielpen vanaf 1948 de deelstaat Noordrijn-Westfalen, het complex om te vormen tot een open jeugdgevangenis naar het Engelse model van de Borstal- jeugdinrichting (met alleen jonge gedetineerden). Spoedig werd het kamp van „Lager Staumühle bei Paderborn“ tot „Justizvollzugsanstalt Hövelhof“ omgedoopt. De kazernegebouwen dienen nog altijd als gevangenis en werk- en opleidingsruimte. De kantine en de ziekenboeg van de voormalige kazerne hebben ook hun functie behouden. In 1993 werd de instelling uitgebreid met een verpleeghuis voor lichamelijk of verstandelijk gehandicapte en voor verslaafde gedetineerden.

## Bezienswaardigheden

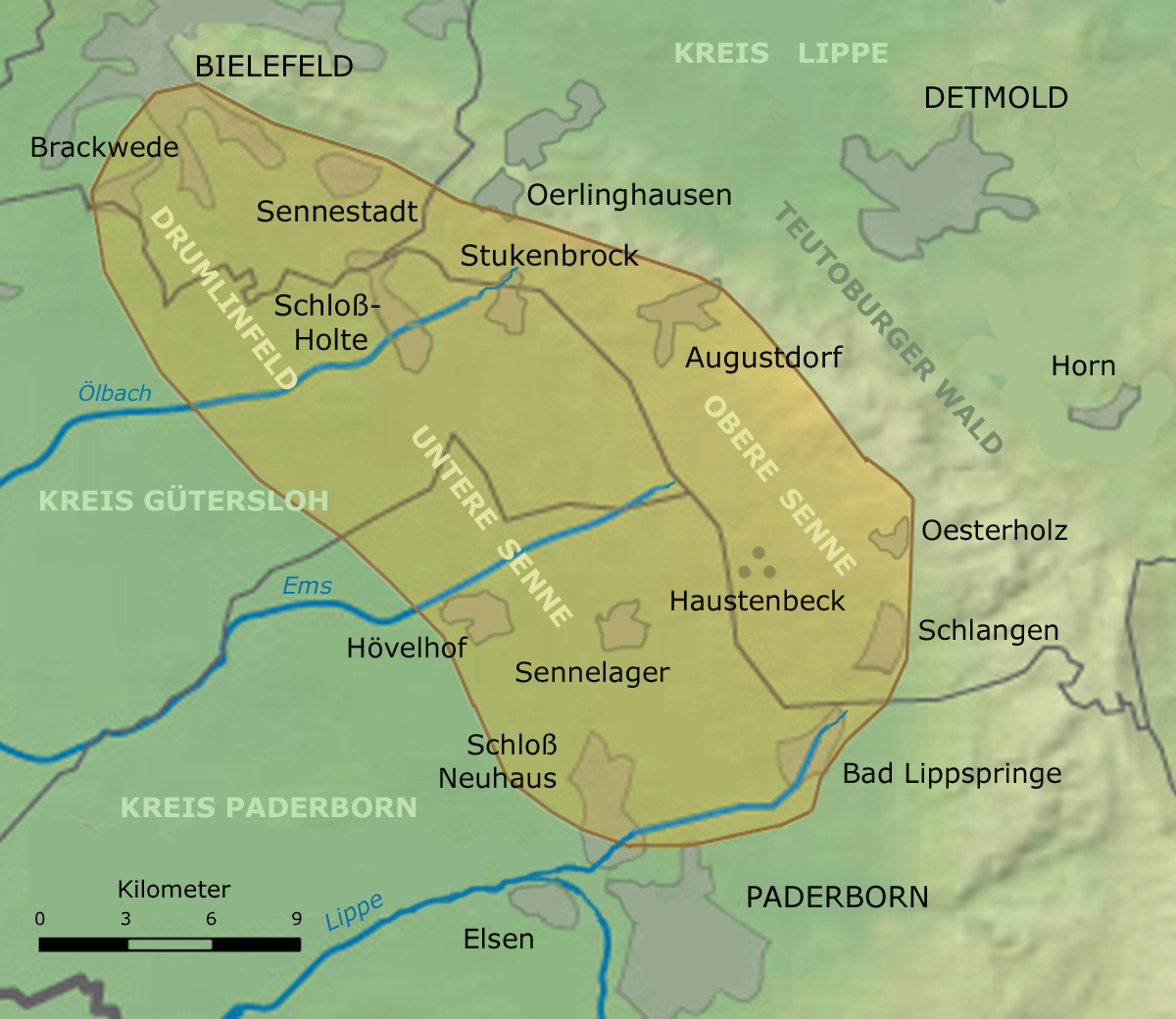
Kaartje van het Senne-gebied. Hövelhof ligt linksonder.

Het Senne-gebied, voor zover dat buiten het militaire oefenterrein ligt, is rijk aan natuurschoon: bos en heide, waar enkele beekjes doorheen stromen. Ter plaatse zijn diverse wandel- en fietsroutes uitgezet. Belangrijk is met name het 443 hectare grote natuurgebied Moosheide. Hiervan liggen 282 hectare in de gemeente Hövelhof, de rest in de noordelijke buurgemeente Schloß Holte-Stukenbrock. Binnen dit reservaat ontspringt, op de grens tussen de genoemde gemeentes, de rivier de Eems. De meerdaagse fietsroute Ems-Radweg begint bij de bronnen van de Eems; hier is een modern bezoekerscentrum gebouwd, waar allerlei toeristische en biologische informatie verkrijgbaar is.
Verspreid door de gemeente staan enkele oude kapelletjes, waar een van de vele fietsroutes langs voert. De kerkgebouwen zijn in het algemeen na de Tweede Wereldoorlog gebouwd.
De grote vakwerkhuizen, die het complex van het voormalige jachtslot vormen, worden omgeven door een groot park. Hier vinden regelmatig allerlei culturele manifestaties, zoals concerten, plaats. De gebouwen zijn, o.a. als pastorie en parochiekantoor, in kerkelijk bezit en niet toegankelijk.
Ten oosten van station Hövelhof, in de wijk Bentlake, staat het Heimatzentrum OWL, een streekmuseum, waar ook regelmatig demonstraties van oude ambachten worden gegeven, en waar bezoekers de beginselen van het plaatselijk dialect kunnen leren. Het is gevestigd in een complex van, gedeeltelijk elders afgebroken en hier herbouwde, boerderijgebouwen.
Van het station naar het voormalige krijgsgevangenenkamp loopt het 6 km lange voetpad Russenpatt, dat aan het lot van Russische krijgsgevangenen gedurende  de Tweede Wereldoorlog  in het kamp Staumühle moet herinneren.
In het dorp Riege staat een klein dorpsschoolmuseum, gewijd aan het Pruisische lagere-schoolonderwijs in de 19e eeuw. Het is in een in 1815 gebouwd, voormalig schoolgebouw gevestigd.
Ten noorden van de gemeente ligt Schloß Holte-Stukenbrock met het bekende safaripark dat in deze buurgemeente bijna aan Hövelhof grenst.

## Afbeeldingen

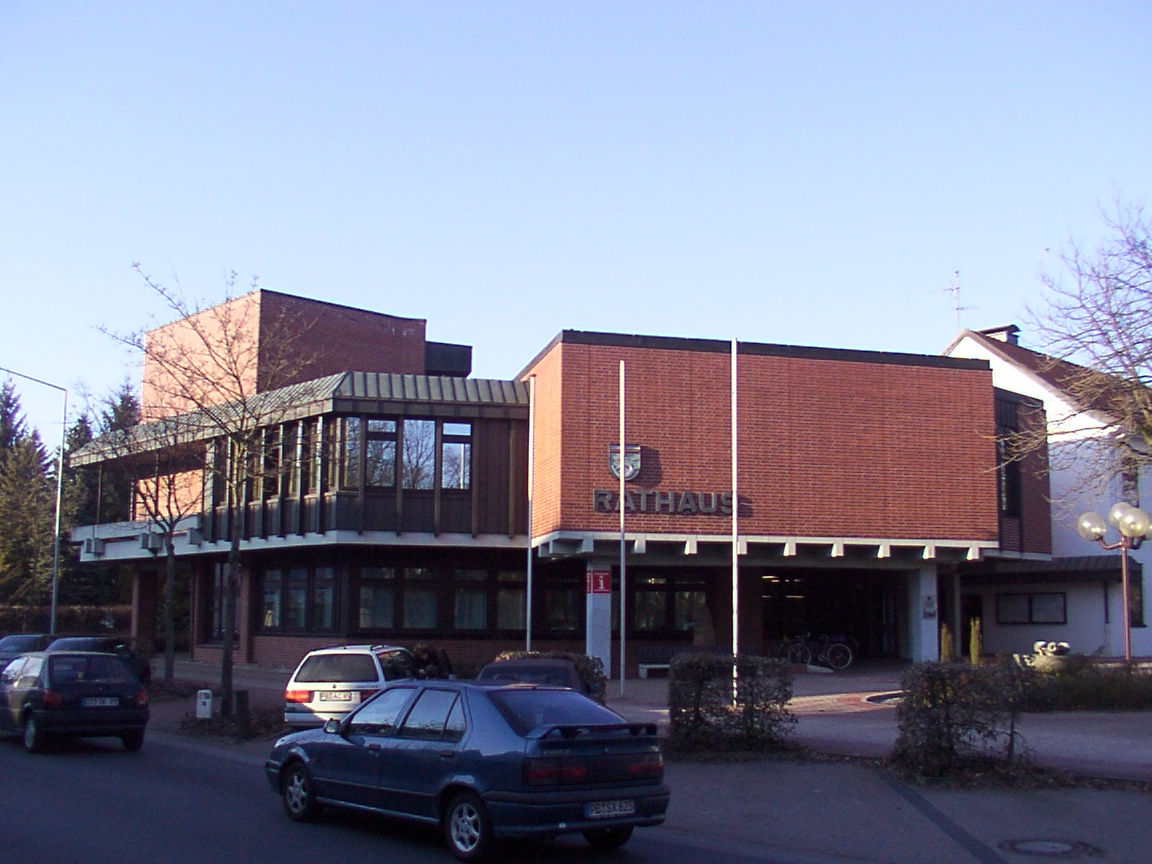
Gemeentehuis
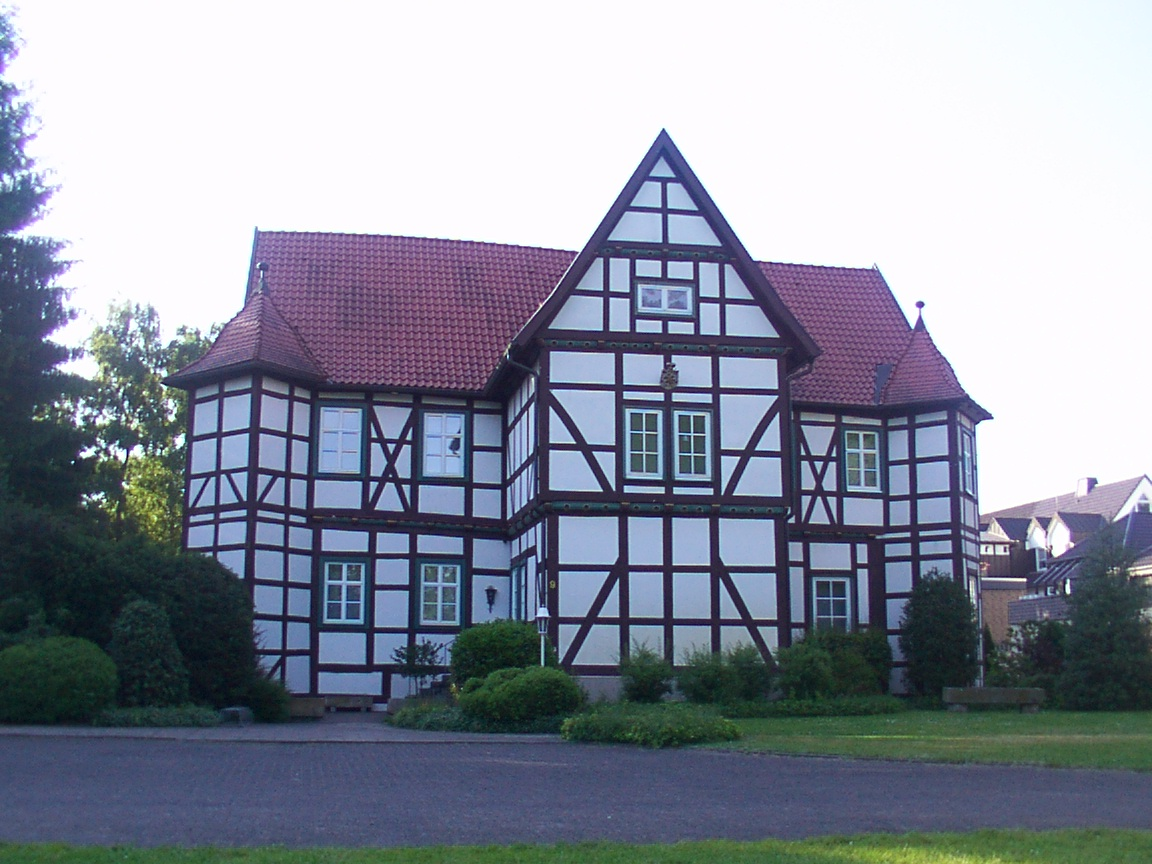
Eén van de grote vakwerkhuizen, die het complex van het voormalige jachtslot vormen
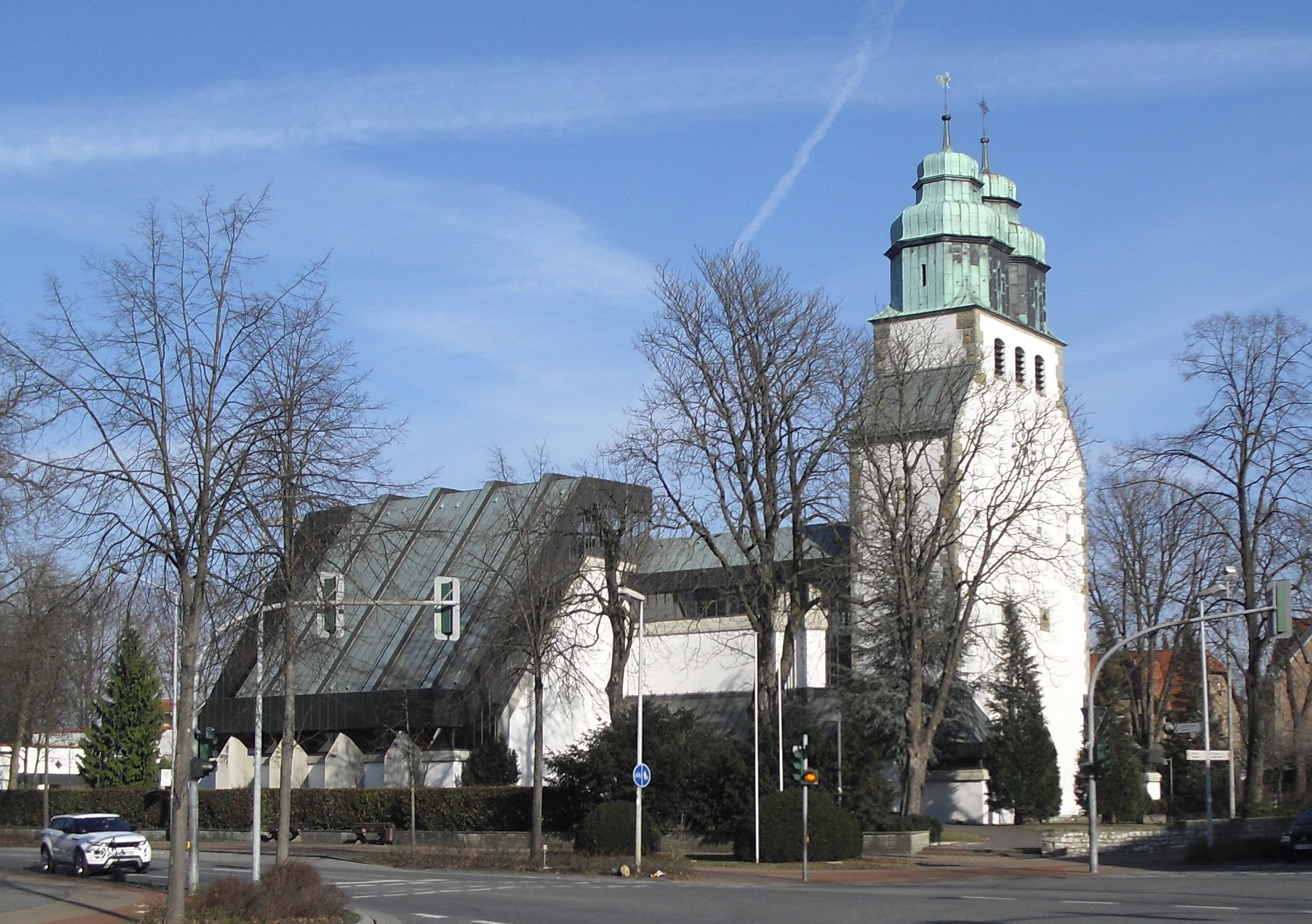
R.K. St. Johannes-Nepomukkerk (1974), Hövelhof
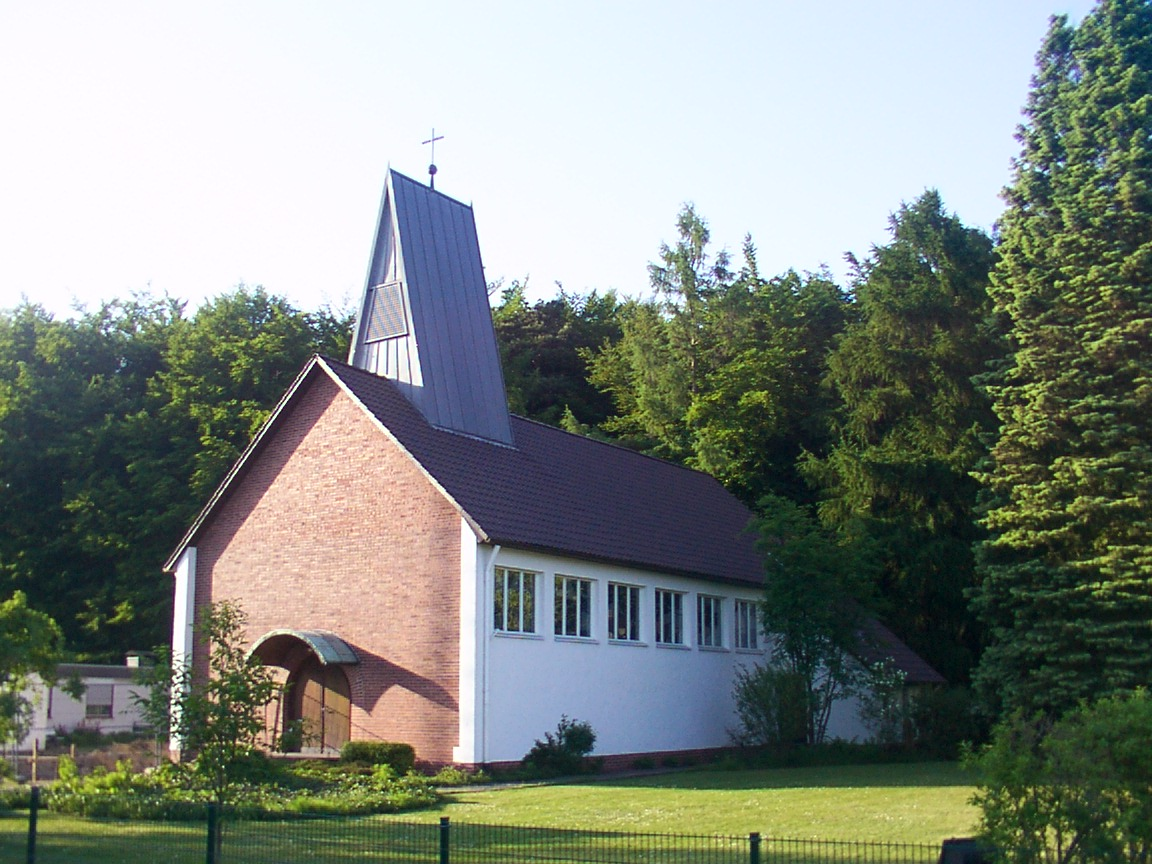
Evang.-lutherse Johanneskerk, Hövelhof
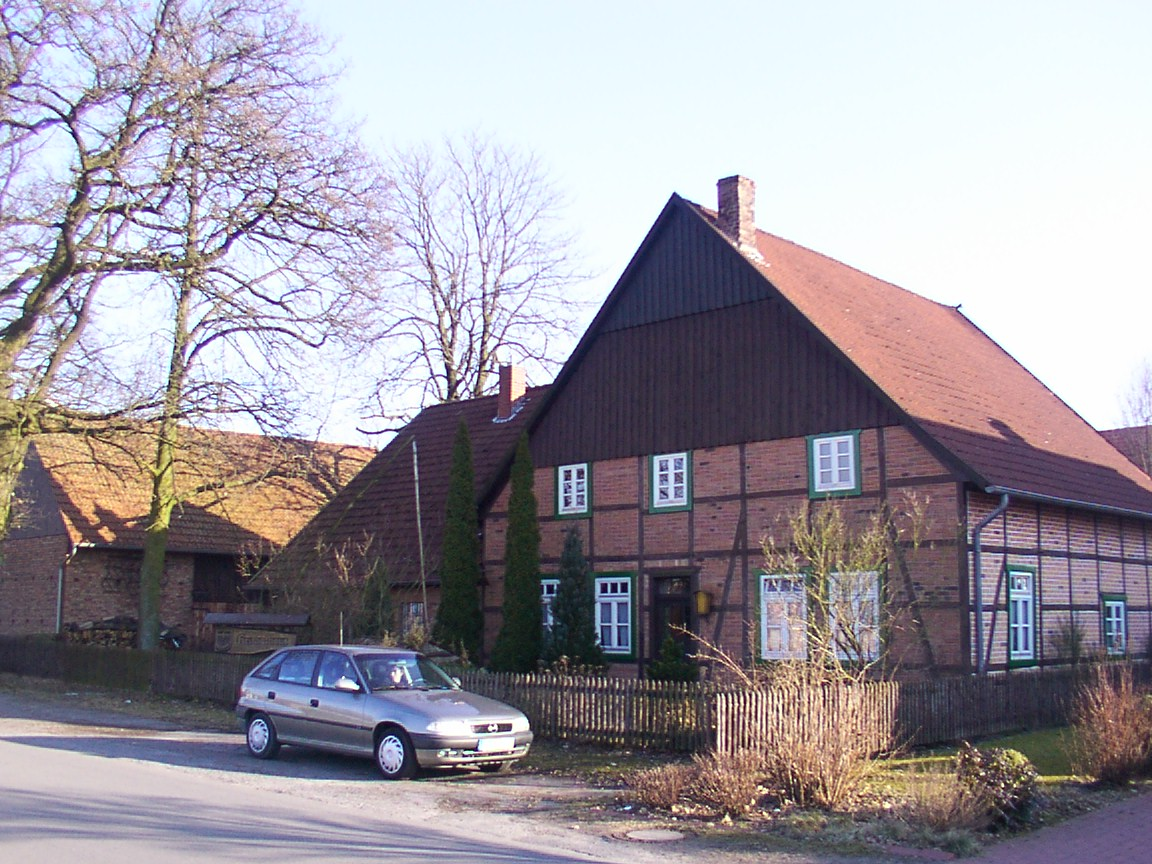
Heimathaus (onderdeel van Heimatzentrum OWL)
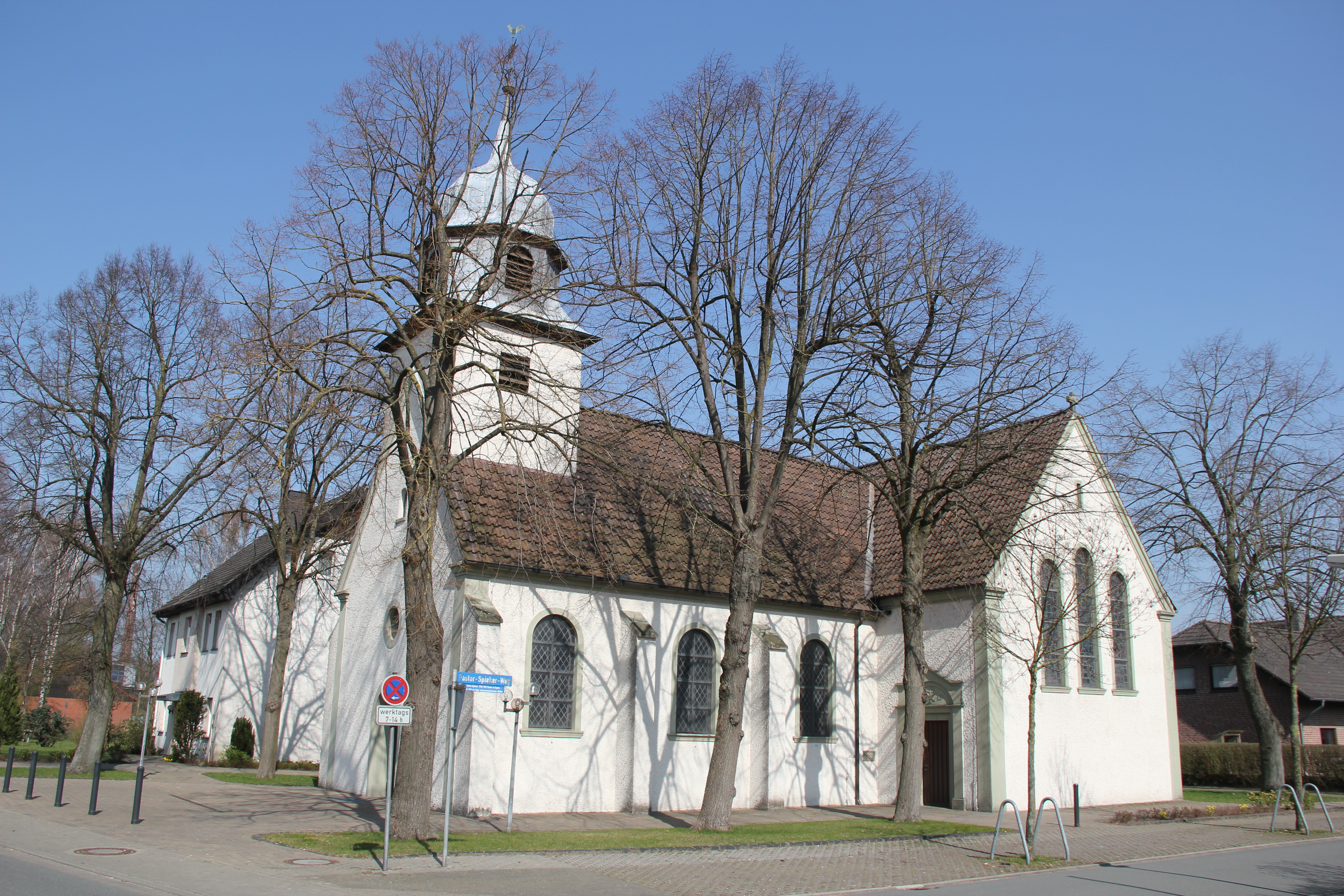
Espeln, R.K. Heilig-Hartkerk (Herz-Jesu-Kirche)
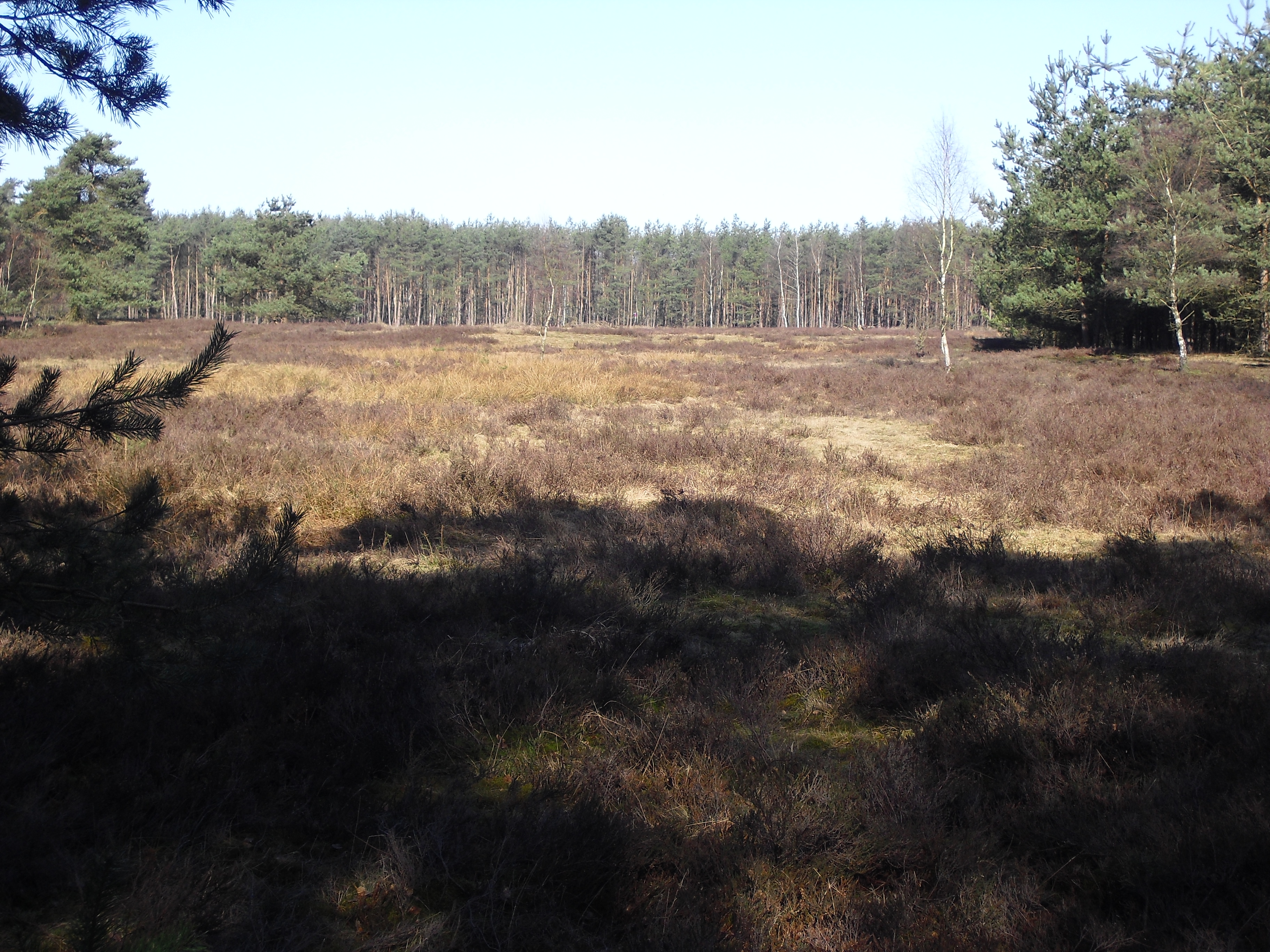
Natuurgebied Moosheide
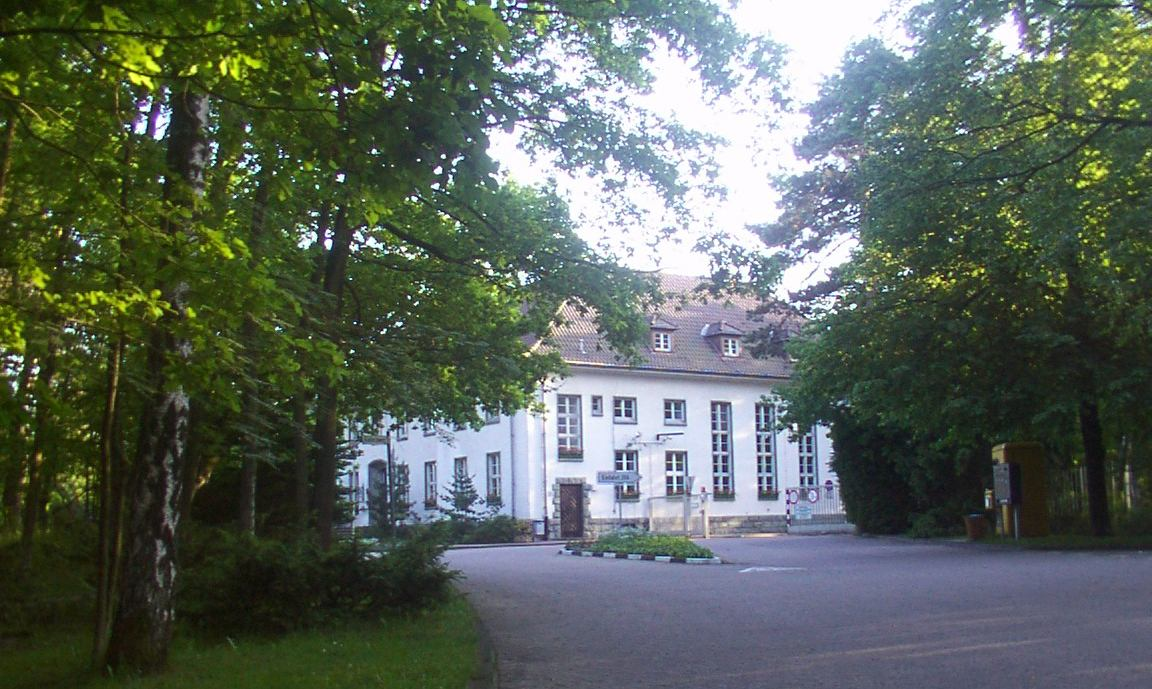
Jeugdgevangenis
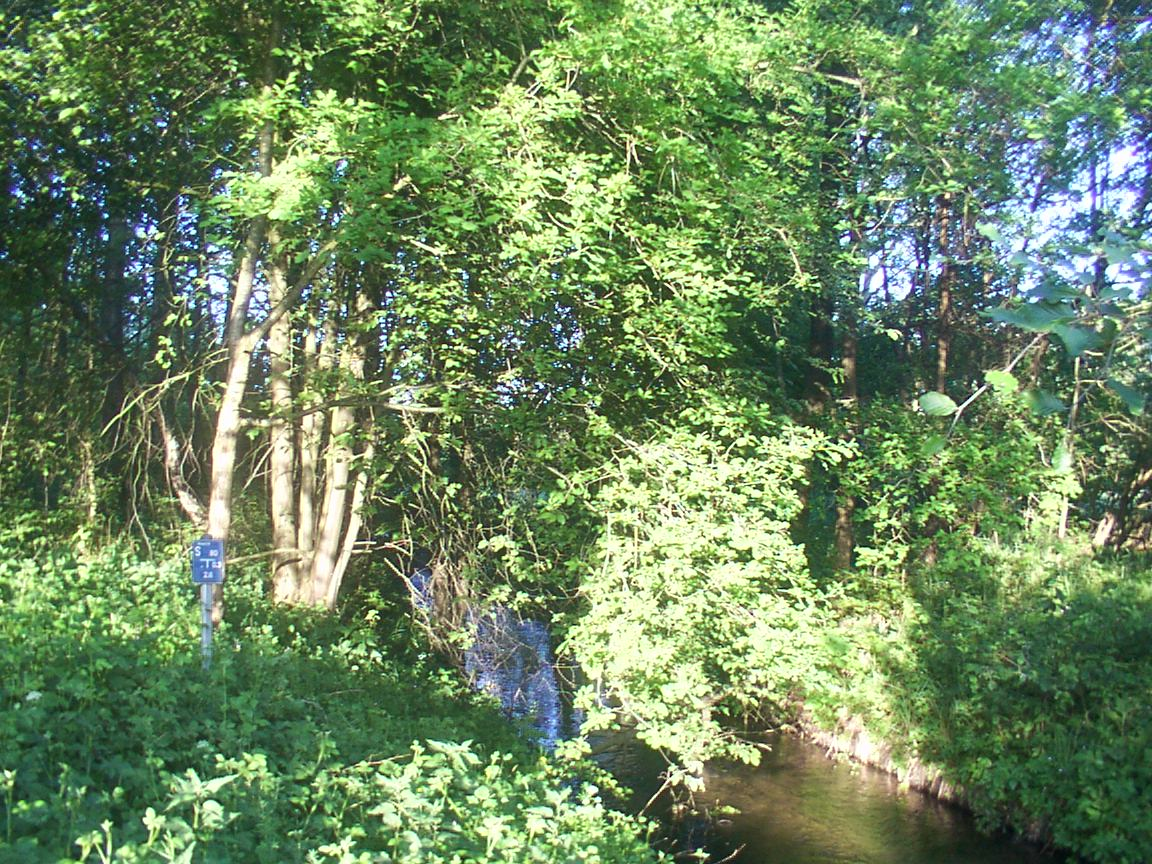
De Haustenbach bij Staumühle
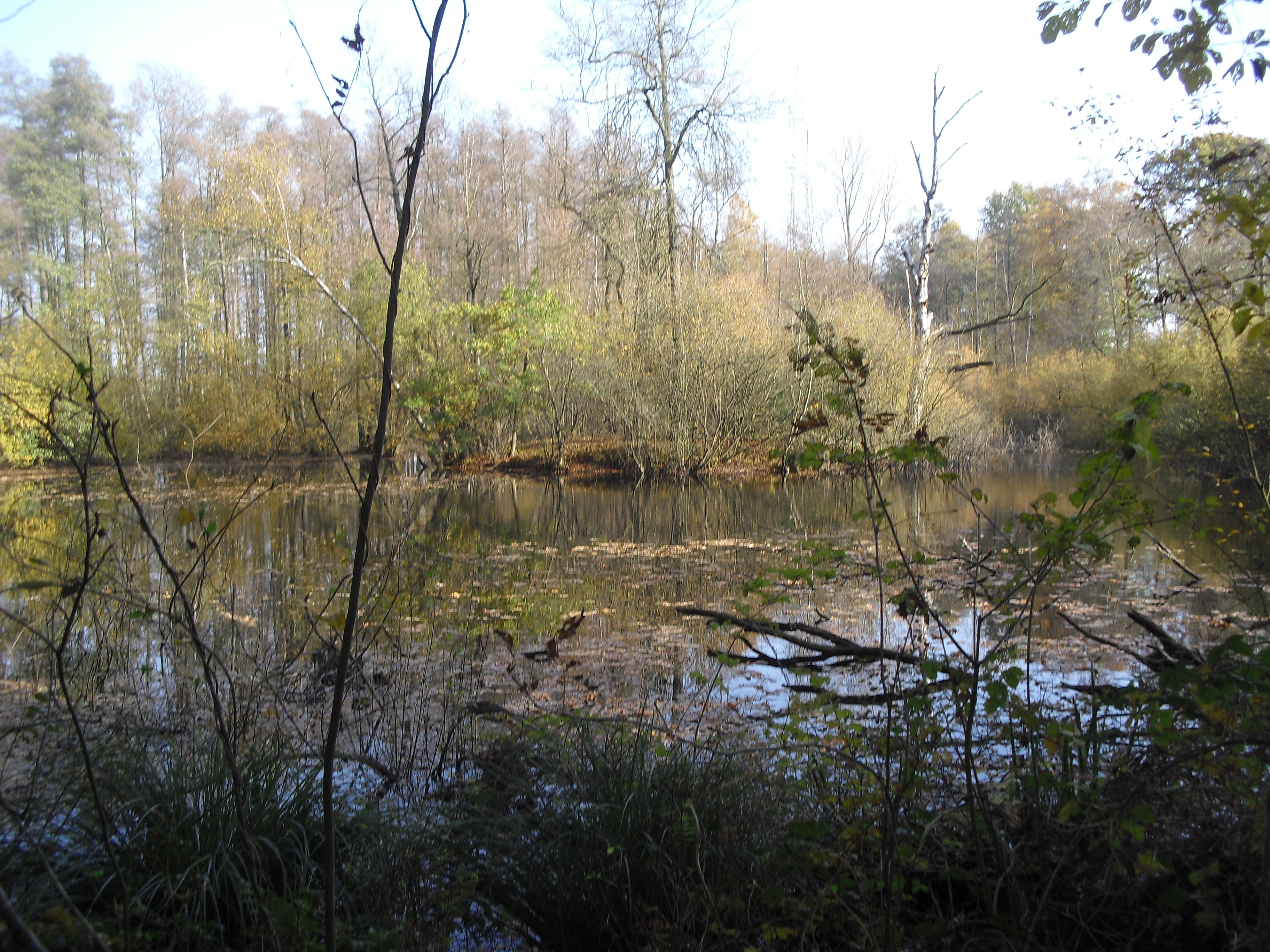
Bosvijver Apelteich bij Klausheide

## Partnergemeentes
Met Verrières-le-Buisson in Frankrijk bestaat sedert 1971 een jumelage.